# Jahangir Khan
Jahangir Khan, előfordul Jehangir Khan-ként is (Karacsi, 1963. december 10. –) pakisztáni világbajnok, professzionális squash (fallabda)játékos, akiről sokan úgy vélik, hogy minden idők legnagyobb játékosa a sportág történelmében. Karrierje alatt hat World Opent nyert és a British Openen tízszer lett a legjobb. 1981 és 1986 között, öt éven keresztül veretlen volt a játékban. Ez idő alatt 555 mérkőzést nyert, ami a professzionális squash-történelem leghosszabb győzelmi sorozata. 1993-ban visszavonult. 2002 óta a World Squash Federation elnöke.

## Játékos karrier
Jahangirt kezdetben az apja edzette, az a Roshan Khan, aki az 1957-es British Open bajnoka volt. Később unokatestvére Rehmat Khan irányította Jahangirt, és ez így volt karrierje legnagyobb részén keresztül. Ironikusan korábbi évei alatt Jahangir egy beteges gyerek volt, és testileg nagyon gyenge. Bár az orvosai sérvműtétei után eltanácsolták az aktív testedzéstől, amint az apja megengedte neki, hogy játsszon, azonnal azt tette.
1979-ben a pakisztáni szövetség úgy döntött, hogy nem viszik el Jahangirt a világbajnokságokra Ausztráliába, és mindeközben felrótták neki azt is, hogy legutóbbi betegsége óta gyenge. Jahangir ezért úgy döntött, hogy beírja magát a World Amateur Individual Championshipbe, és 15 évesen a valahavolt legfiatalabb nyertesévé vált az eseménynek.
1979 novemberében Jahangir öregebb testvére Torsam Khan, aki a nemzetközi fallabdajáték egyik legjobbja volt az 1970-es években, hirtelen meghalt egy szívroham következtében egy Ausztráliában rendezett versenymérkőzésen. Torsam halála ösztönzőleg hatott Jahangirra, aki elhatározta, hogy testvére emléke előtt sikereivel tiszteleg majd.

## Ötéves  veretlenség
1981-ben, amikor 17 éves volt, Jahangir a World Open a legfiatalabb nyertese lett. Az a verseny  egy öt éven keresztül és több, mint 500 meccsen át tartó veretlenségi sorozat kezdete volt. A játékát hihetetlen erőnlét fémjelezte, amiben Rehmat Khan erőnléti edző segítette. Jahangir volt a legfittebb játékos, és sokáig úgy játszott, hogy legyengíttette az ellenfeleit, akik dühös sebességgel játszottak.

## Fordítás
- Ez a szócikk részben vagy egészben a Jahangir Khan című angol Wikipédia-szócikk ezen változatának fordításán alapul.  Az eredeti cikk szerkesztőit annak laptörténete sorolja fel. Ez a jelzés csupán a megfogalmazás eredetét és a szerzői jogokat jelzi, nem szolgál a cikkben szereplő információk forrásmegjelöléseként.